# Bazilika Panny Marie Andělské (Dąbrowa Górnicza)
Bazilika Panny Marie Andělské v polském městě Dąbrowa Górnicza je katolický kostel s privilegii tzv. Svatého stolce. Jde o první svatostánek v Polsku s titulem bazilika (probazilika), který mu udělil 19. března 1901 papež Lev XIII.
Kult Panny Marie uctívané jako Královna andělů se v oblasti Dąbrowské pánve rozvíjel od 2. poloviny 19. století. Farnost Panny Marie Andělské byla založena v roce 1891 biskupem z Kielců Tomaszem Kulińským. V roce 1897 byl do chrámu slavnostně uložen obraz „Královny andělů“.
Kostel byl postaven v letech 1898–1912 podle návrhu Józefa Stefana Pomiana-Pomianowského v novogotickém stylu (viselská gotika), a to jako přístavba ke kostelu sv. Alexandra, který byl postaven v letech 1875–1877. Stavitelem chrámu Panny Marie Andělské byl prelát Grzegorz Augustynik. Vysvětil jej 29. září 1912 biskup z Kielců Augustyn Łosiński.

## První kostel
První chrám v obci Stara Dąbrowa, zasvěcený sv. Alexandru, byl postaven v letech 1875–1877. Dne 29. července 1875 byl položen základní kámen ke stavbě kostela, jehož hlavním stavitelem byl Grzegorz Augustynik. Jednolodní zděná stavba se dvěma věžemi v přední části byla postavena podle plánů Juliana Polcera. Stavba byla dokončena 4. prosince 1877. Jednalo se o filiální kostel farnosti sv. Nejsvětější Trojice v Będzinu. Dne 18. října 1885 jej vysvětil biskup z Kielců Tomasz Teofil Kuliński. Tento kostel přiléhá k severní lodi současné baziliky a slouží jako kaple svatého Alexandra.

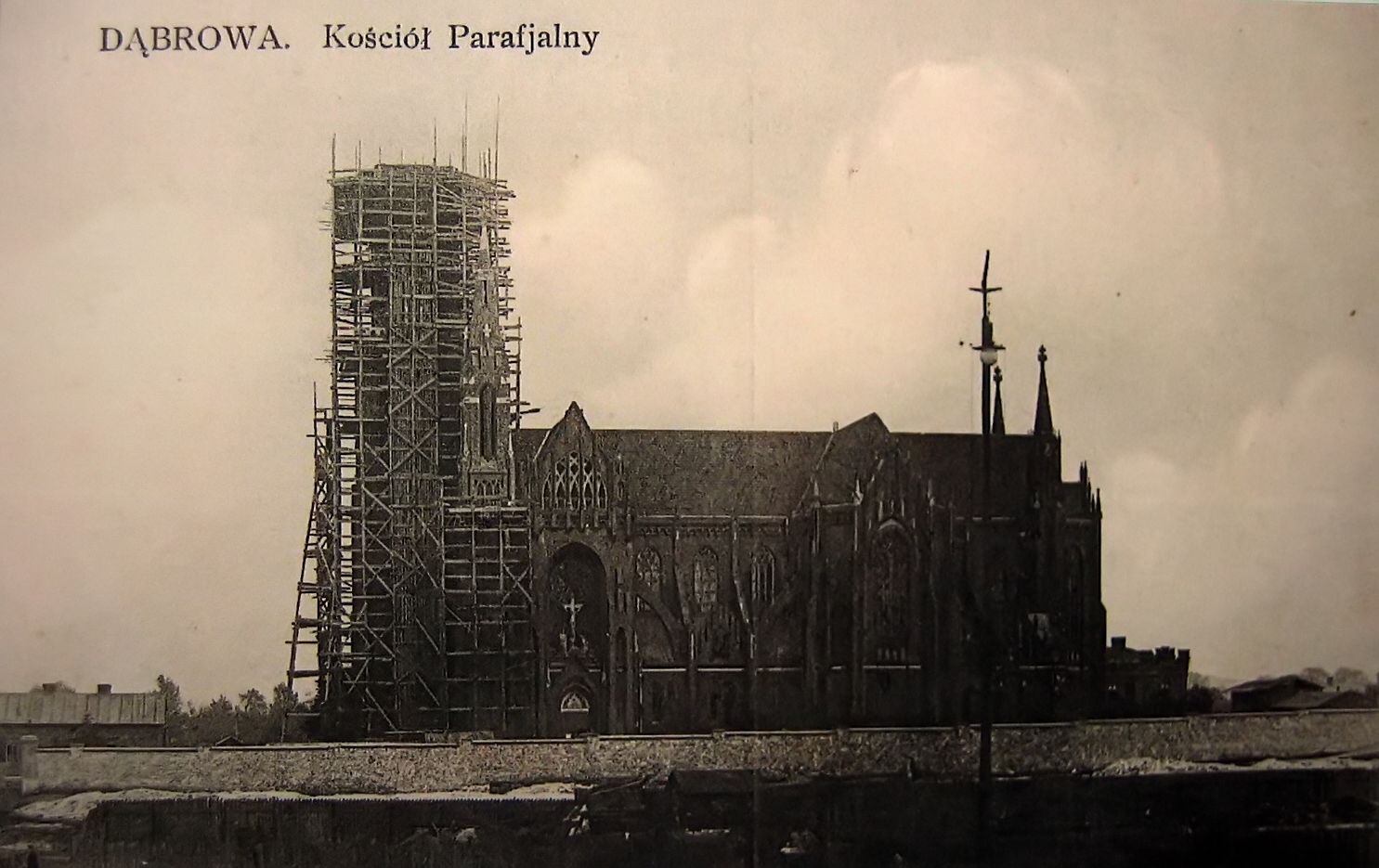
Rozestavěný chrám v roce 1900

## Rozšíření chrámu
Po výstavbě kostela sv. Alexandra se ukázalo, že je příliš těsný. Tehdejší správce chrámu Dutkiewicz začal usilovat o povolení ke stavbě druhého kostela v horní části Dąbrowy. Úřady s návrhem souhlasily s tím, že již postavený kostel bude nahrazen kostelem pravoslavným. Dutkiewicz však s touto podmínkou nesouhlasil a v důsledku své veřejné kritiky vůči úřadům musel z Dąbrowa odejít. Dostal se do Ameriky, odkud poslal prostředky na stavbu nového kostela. Nakonec došlo k rozšíření kostela sv. Alexandra, s čímž úřady souhlasily. Dvě věže v přední části kostela byly zbořeny a prakticky byl postaven nový kostel, napojený na ten starý, jenž byl přeměněn na prostornou kapli. Na financování stavby se podíleli všichni dělníci z Dąbrowa, protože jejich zaměstnavatelé již několik let sráželi ze mzdy příspěvky na stavbu kostela. 
Základní kámen ke stavbě byl položen 2. srpna 1898. Vysvětil jej będzinský děkan Leopold Dobrzański. Postaven byl podle návrhu Józefa Stefana Pomiana-Pomianowského v novogotickém sálovém stylu s příčnou kaplí sv. Alexandra (původní kostel). Chrám je trojlodní dispozice se dvěma transepty, třemi věžemi na západním průčelí a dvěma bočními věžemi. Byl postaven s těmito rozměry: délka 68 m, šířka 30 m, vnitřní výška 30 m a věže: 86 m vysoká hlavní věž s křížem je dominantním prvkem městské krajiny. Je zakončena ocelovou přilbou pokrytou měděným plechem. 

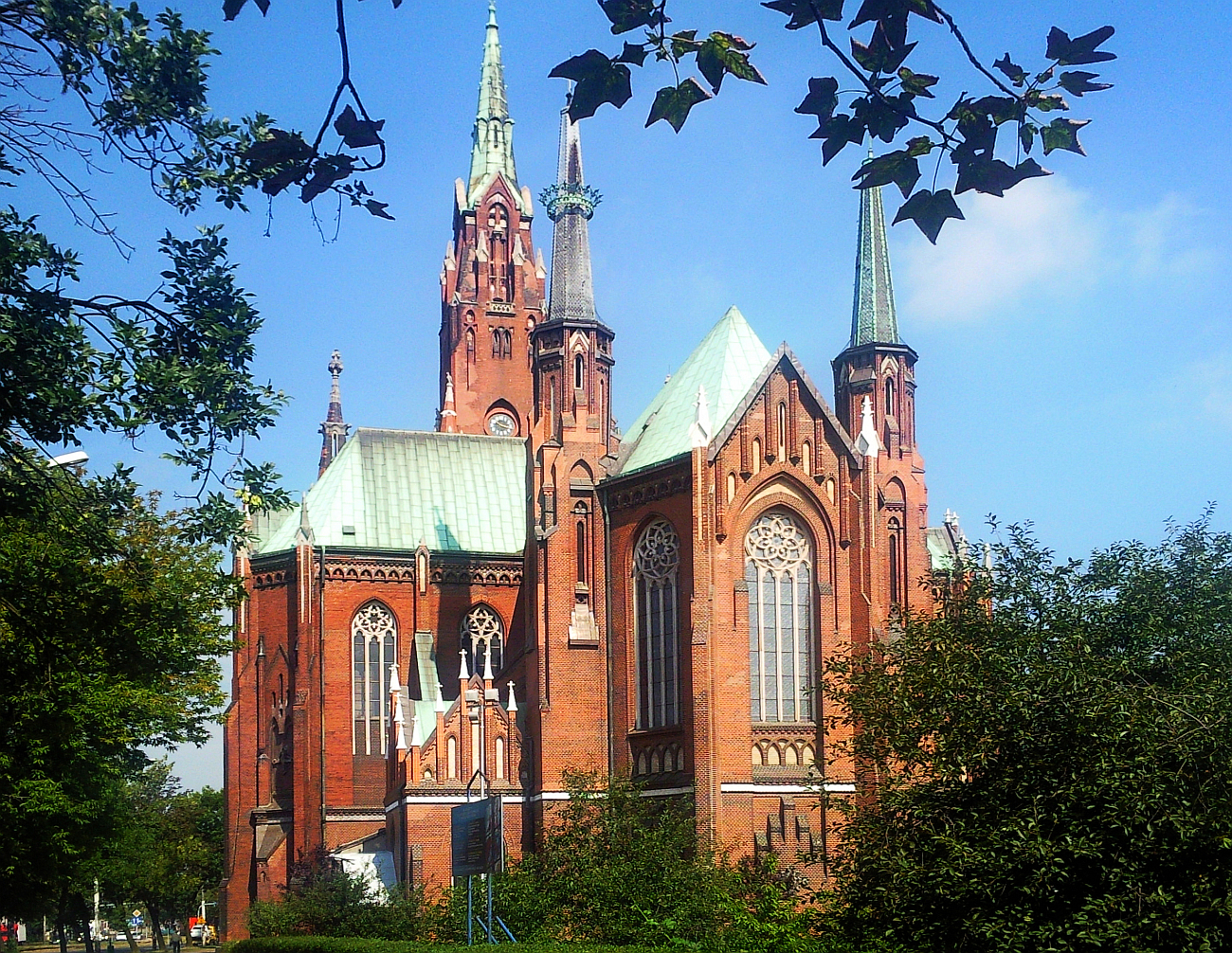
Bazilika Panny Marie Andělské v Dąbrowě Górniczi

Uvnitř hlavní věže je několik úrovní. Nejvyšší je vyhlídková terasa s balkony, ze které je výhled na panorama města. Níže je podlaží s pískem, který měl vyvažovat značnou váhu hodin. Další úrovní je hodinová platforma. Je zde mechanismus, který byl přivezen ze západní části země. Jedná se o starý hodinový stroj, který po renovaci měří čas dodnes. Dříve bylo třeba jednou týdně hodiny natahovat klikou, což znamenalo zvednout ke stropu tři těžká závaží. Takové jednorázové natažení stačilo na týdenní provoz. Později se však začal využívat moderní elektronický systém. Dalším podlažím je zvonice. Původně zde byla sada bronzových zvonů z roku 1934, údajně darovaná dělníky z loděnice v Gdyni, ale v průběhu druhé světové války Němci některé zvony sundali a odvezli. Jedním ze zachovaných původních zvonů je Stefan. Dále zde visí ocelové zvony odlité v místní Bankovní huti v roce 1947. Celá konstrukce zvonice je vyrobena z dřevěných podpěr a kovových závěsů. Všechny zvony jsou kompletní (mají duše). Následujícím podlažím věže je další balkonová plošina. Vyhlídkové plošiny jsou zde přibližně ve 2/3 výšky bočních věží. Níže už je úroveň stropu baziliky. Jedná se o typickou gotickou střešní konstrukci. Prvky zastřešení nejsou založeny na kupolích, ale na speciálně navržených dřevěných podpěrách. Kopule tvoří samostatnou konstrukci, na kterou nepůsobí žádné tlakové síly přenášené přes střešní konstrukci. Na této úrovni jsou také průchody do obou bočních věží. Nejnižší částí hlavní věže je vstup po točitém kovovém schodišti na dřevěný chórový balkon.

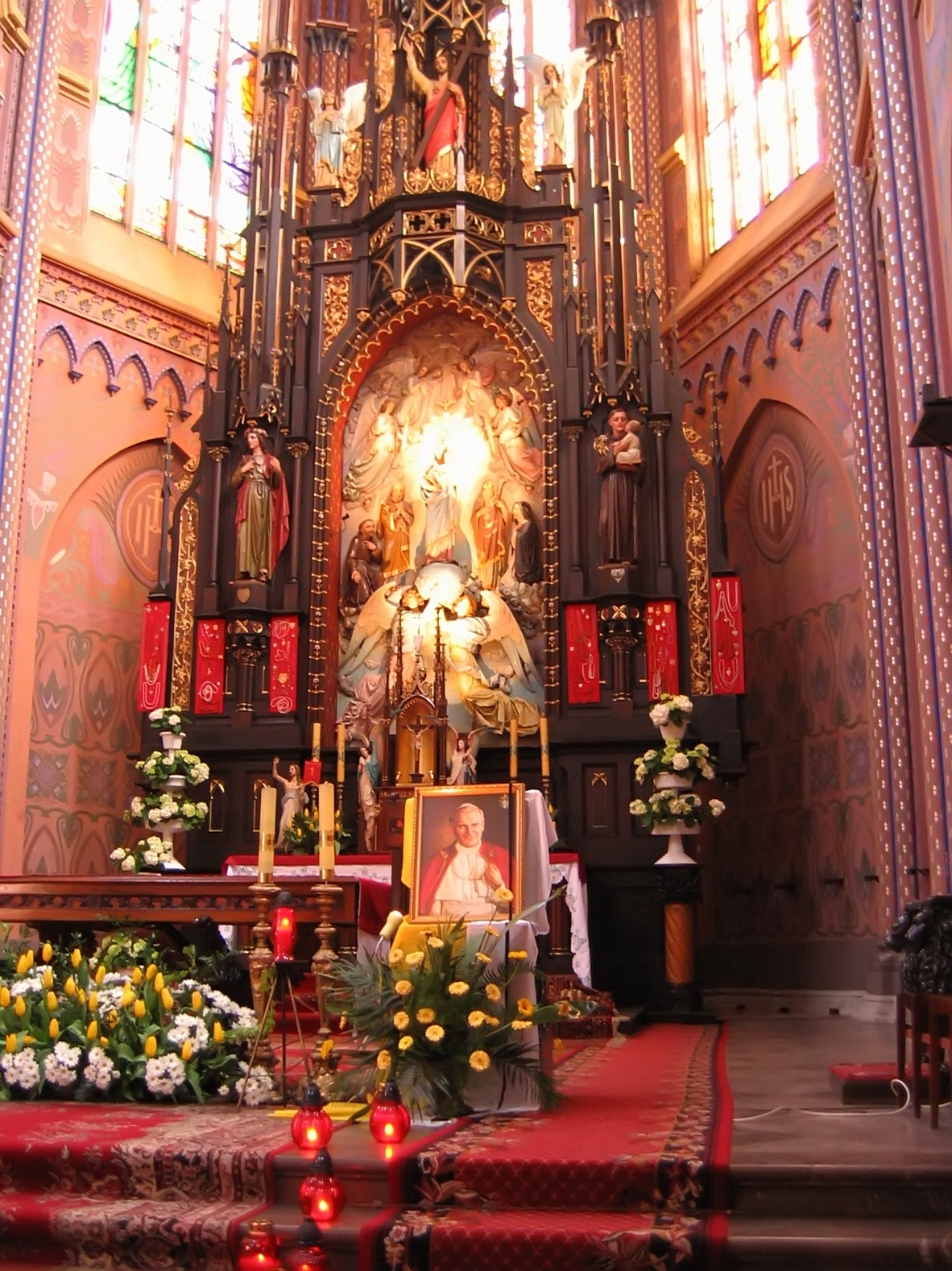
Hlavní oltář

## Další vývoj
Během svého pobytu v Římě v roce 1900 se Grzegorz Augustynik pokusil získat povýšení pro kostel Panny Marie Andělské. Na základě breve Lva XIII. z 19. března 1901 byl kostel povýšen na úroveň baziliky (probasilica). O rok později dostala bazilika výsadu slavit odpustky: 3. května na svátek sv. Alexandra, patrona prvního kostela, 13. listopadu na den památky Stanislava Kostky a 2. srpna na svátek Panny Marie Andělské. 
V roce 1904 byla do hlavního oltáře umístěna korunovaná socha Panny Marie Andělské (o výšce 170 cm), kterou z cypřišového dřeva vyřezal Baltazar J. Proszowski. Tato postava je ústřední částí hlavního oltáře. 
Uvnitř chrámu je k vidění také výmalba stěn a kleneb ve stylu art deco, kterou v letech 1927–1929 vytvořili Michał Kowal a Jan Nyga starší.

## Interiér

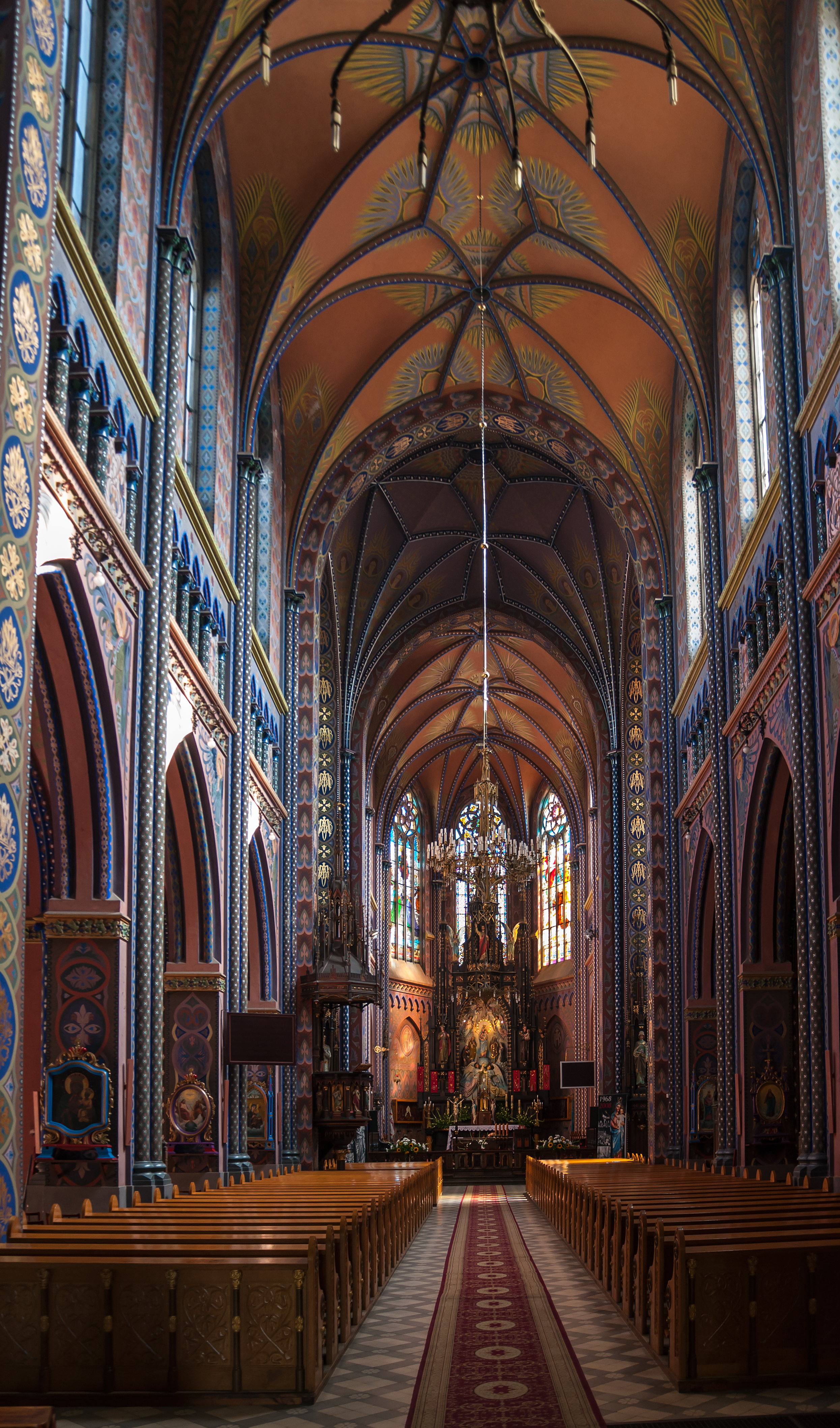
Interiér baziliky

Interiér tvoří téměř výhradně jednotná novogotická výzdoba s oltáři, kazatelnou a zpovědnicemi. Velký hlavní oltář má bohatou malířskou a sochařskou výzdobu. Dominantou je obraz umístěný uprostřed oltáře: zobrazení Nejsvětější Trojice obklopené anděly a světci: sv. Josefem a Joachimem, Františkem a svatou Klárou, a plastika Marie s Ježíškem. Po stranách jsou postavy sv. Rozálie a Antonína Paduánského. Dílo je navíc zdobeno menšími postavami archandělů: Gabriela, Michaela a Rafaela. První obraz Panny Marie byl do kostela umístěn v roce 1897. Byl to obraz namalovaný podle obrazu Panny Marie Włoszczowé. Plastika umístěná v současnosti na hlavním oltáři je vyrobena z cypřišového dřeva. Vyřezal ji v roce 1904 Józef Baltazar Proszowski. Postava P. Marie je vysoká 170 cm. V pravé ruce drží žezlo, v levé ruce malého Ježíška, který si na klíně podpírá královské jablko.
V transeptu jsou novogotické oltáře: oltář sv. Barbory se sochami sv. Kingy a Jadwigy; Nejsvětější Srdce Ježíšovo se sochami Marie a sv. Jana Evangelisty a obraz Ukřižování. V kaplích vedle presbytáře se nachází oltář Panny Marie Růžencové s plastikami patronů celého Slezska: blahoslaveného Česlava a sv. Jacka a na závěr Antonína Paduánského; sv. Josefa se sochami polských patronů: sv. Vojtěcha a Stanislava, přičemž v závěru je postava blahoslaveného Wincenta Kadłubka. Kapli sv. Alexandra zdobí polychromie zobrazující andělský průvod a světce a také novogotický oltář s obrazem Panny Marie Čenstochovské. V kapli zvané Porziuncula (odkazující na Porciunkuli v Assisi), postavené v roce 1913, byl pohřben Grzegorz Augustynik.

## Renovace
Kostel sv. Aleksandra byl renovován v roce 1910 Piotrem Nizińskim z Krakova, pravděpodobně podle Tetmajerova návrhu, a to v původní podobě podle dochovaných předloh. Kostel byl pak důkladně zrekonstruován v roce 1952. Polychromie restauroval malíř Wacław Pużyński podle původních dochovaných kartonů.
Na památku povýšení v roce 1913 postavil Grzegorz Augustynik vedle baziliky kapli, kde byl po své smrti v roce 1929 pohřben. Uvnitř se nachází první obraz Panny Marie Andělské z velkého oltáře kostela sv. Alexandra.

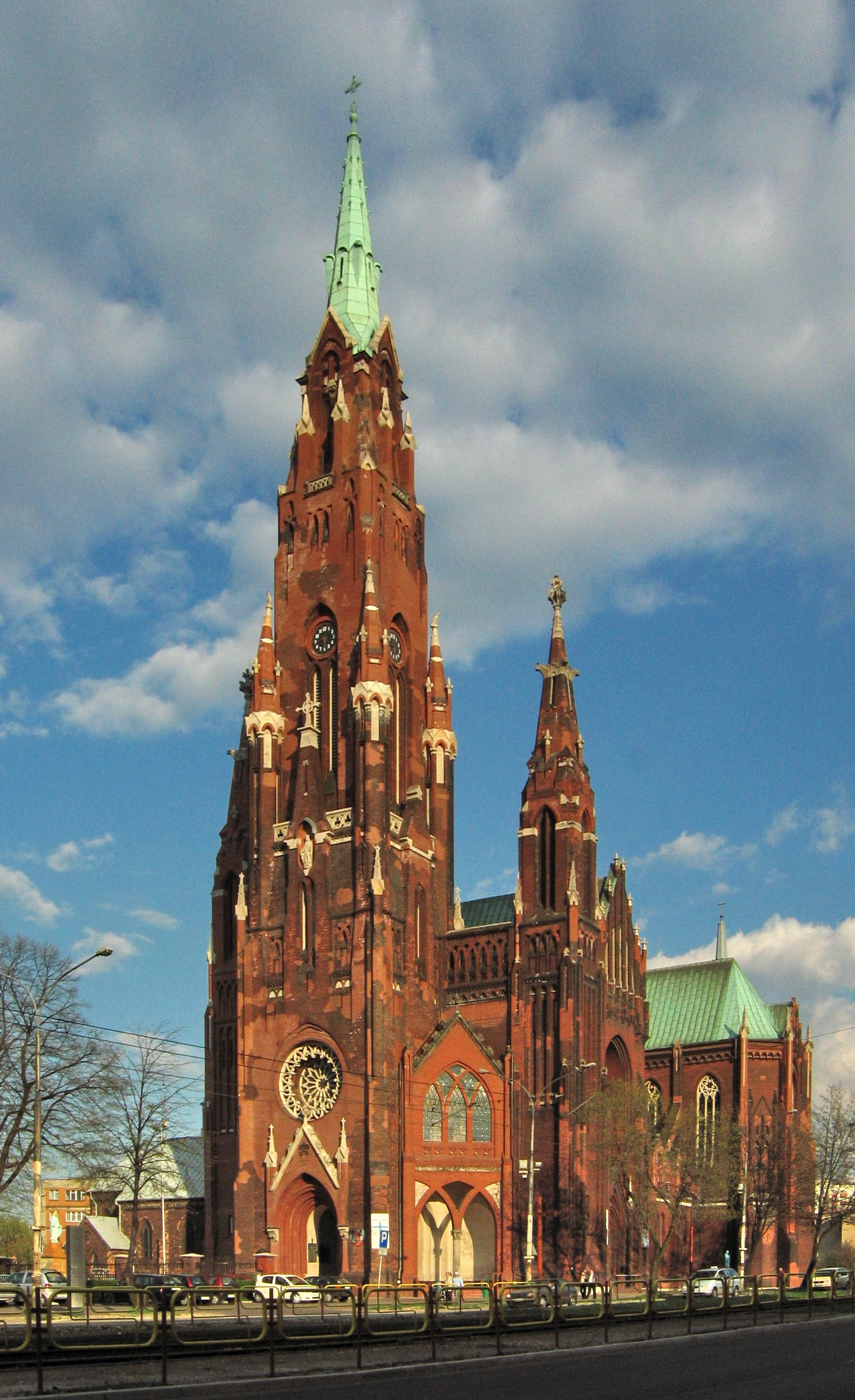
Hlavní věž

## Bazilika
Bazilika minor je kostel se zvláštními papežskými privilegii, který má pro své jedinečné liturgické hodnoty, bohatou pastorační činnost a zvláštní zásluhy v dějinách a umění zvláštní vztah k papeži. Poprvé udělil tento titul Pius VI. v roce 1783 kostelu sv. Mikuláše v Tolentinu. Kostel sv. Panny Marie Andělská v Dąbrowě Górniczi obdržel titul bazilika (probazilika) 19. března 1901. Je to první mariánská svatyně v Polsku oceněná tímto čestným titulem.

## Svatyně
Bazilika sv. Panny Marie Andělské je svatyní Sosnowiecké diecéze. V roce 1957 Pannu Marii Andělskou vyhlásil jménem Svatého stolce primas Stefan Wyszyński jako patronku Dąbrowy Górnicze a matku celého regionu Zagłębie .

## Pastoři
| Farář                  | Léta působení ve farnosti |
| ---------------------- | ------------------------- |
| Józef Dutkiewicz       | 1891–1896                 |
| Josef Sikorski         | 1896–1897                 |
| Grzegorz Augustynik    | 1897–1902                 |
| Jan Kołakiewicz        | 1902–1906                 |
| Grzegorz Augustynik    | 1906–1916                 |
| Stanisław Mazurkiewicz | 1916–1933                 |
| Stefan Niedźwicki      | 1933–1945                 |
| Stanisław Ufnarski     | 1945–1955                 |
| Jan Domarańczyk        | 1955–1968                 |
| Stanisław Buchalski    | 1968–1979                 |
| Henryk Danielewski     | 1979–1994                 |
| Jan Leks               | 1994–2006                 |
| Andrzej Stasiak        | od roku 2006              |